# 长征七号运载火箭
长征七号运载火箭，縮寫為CZ-7或LM-7，厂方的型号代号为CZ-724构型，是由中國航天科技集團公司研制的新一代中型液體燃料运载火箭，发射地点为中国文昌航天发射场二号工位。除遥一（首飞箭）外，长征七号的发射载荷均为天舟系列货运飞船，用于空间站的货物补给工作。
长征七号属于中型运载火箭，运载能力介于大型的长征五号和小型的长征六号之间，具备填補新一代运载火箭序列里大型运载火箭与小型运载火箭中间运力范围的能力，有望成为中国未來的主力火箭，逐步替代現有的長征二號、三號、四號系列，承擔該級距內80%左右的發射任務。

## 規格

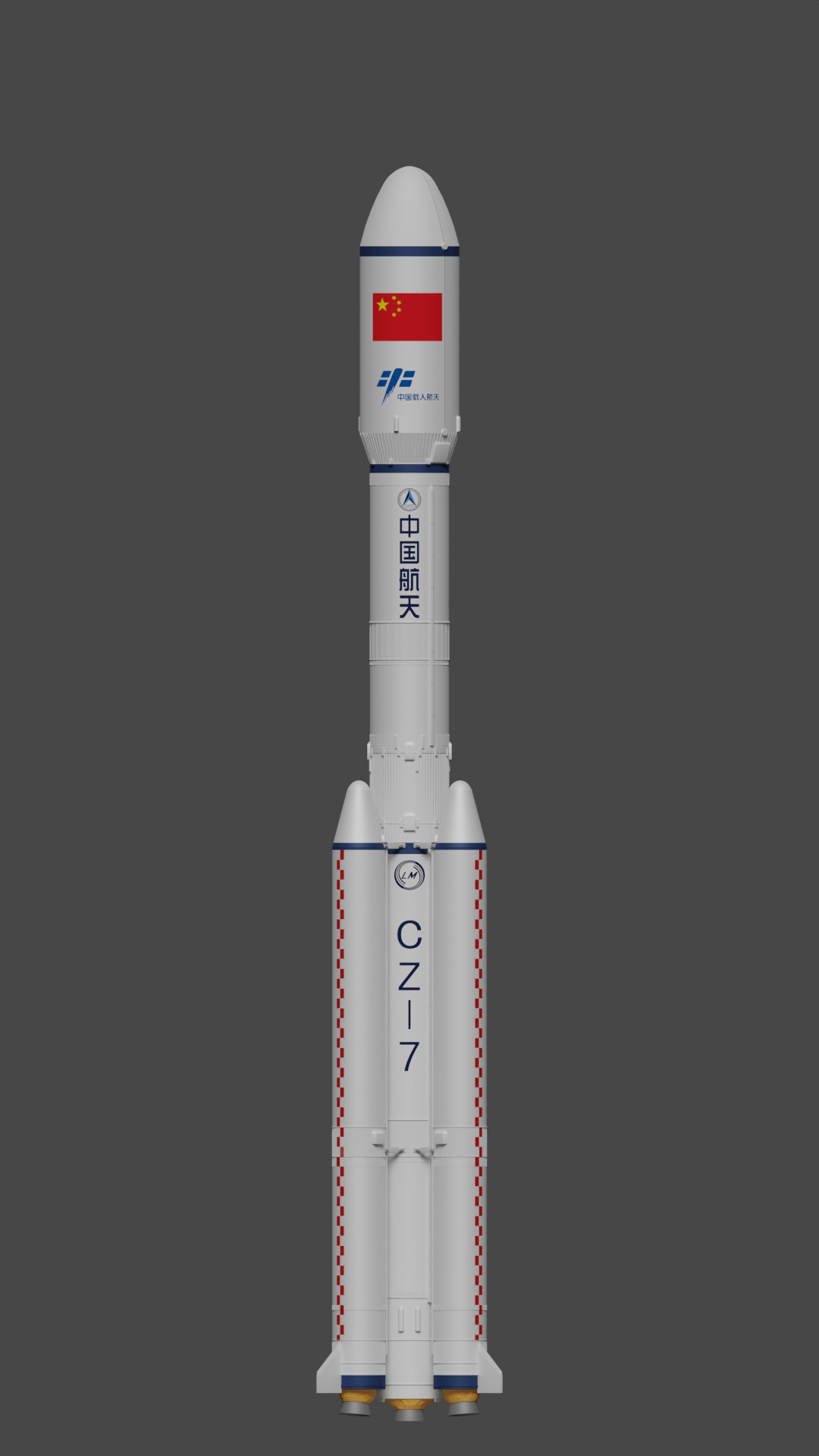
长征七号运载火箭渲染图

长征七号运载火箭高53.1米，芯级直径3.35米，起飞重量約597吨，起飞推力720吨，低地球轨道运载能力达13.5吨。火箭采用对环境污染低的煤油及液氧作为推进剂，在第一級使用兩台YF-100高压补燃循环發動機，以超静定捆绑技術捆绑有四枚液體火箭助推器，每枚助推器采用一具YF-100发动机。第二级安装四台YF-115高压补燃循环发动机，其中两台不摆动，两台双向摆动。頂端采用高度为13米，直径为4.2米的大型冯·卡门曲綫碳纤维复合材料整流罩。
长征七号火箭是按照载人火箭標準设计的，研制目标为“高可靠、高安全”，其可靠性九要素设计包括：冗余设计、裕度设计、力学热学环境设计、气液密封设计、防雨防盐雾设计等。长征七号控制系统和增压系统实现了冗余，号称设计可靠性达0.98，是国际上运载火箭可靠性设计指标中最高的，甚至比此前用于載人，发射过神舟一号至七号飞船的长征二号F运载火箭基本型0.97的可靠性指标还要高（目前使用的长2F改进型可靠性指标为0.9894）。
长征七号火箭配合文昌航天发射场，采用“新三垂模式”，显著缩短在发射区的射前准备时间。

## 历史
2006年前后，长征二号F运载火箭換装使用无毒无污染煤油液氧推進劑發動機的升级改进型号的研制构想被首次提出，称为“长征二号F換發型运载火箭”，简称“长二F换”。2008年11月21日，长二F换开始深化论证和研制。2009年1月，成立型号办公室。但经论证发现，更换发动机将引发连锁反应，彻底改变火箭其他系统的状态。与此同时，使用3.35米直径模块和2.25米直径模块箭体搭配YF-100发动机的长征五号系列运载火箭中型构型方案也开始研制工作。后来发现，“长二F换”与“长五中”两种火箭存在技术和用途的重叠。2010年6月，“长二F换”正式更名为“长征七号运载火箭”，结合长二F火箭的成熟技术和长五火箭的新技术进行研发，长二F作为载人火箭的高可靠性、安全性要求得到继承。
2011年1月，长征七号正式立项。7月，转入初样研制阶段。2015年5月，开始试样研制。2015年底，长征七号完成遥一火箭总装。

### 首飞
2016年6月25日20点00分，长征七号进行首次发射，在位于海南的文昌航天发射场点火升空。20时22分，首飞火箭成功将载荷組合體送入预定轨道。首飞火箭配合远征一号甲上面级，搭载多用途飞船缩比返回舱、遨龙一号空间碎片主动清理飞行器、天鸽飞行器、“天源一号”在轨加注实验装置和翱翔之星等航天器。这也是新建的中国文昌航天发射场的首次发射任务，任务取得圆满成功。
多用途飞船缩比返回舱总质量约2.6吨，高度约2.3米，最大外径2.6米，采用返回舱和过渡段的两舱构型。经过近20个小时的飞行，于6月26日下午15时41分，以弹道方式再入返回东风着陆场西南部，降落於巴丹吉林沙漠腹地的戈壁滩中。

### 遥二
2017年4月20日19时41分，长征七号发射了天舟一号，这是中国第一艘货运飞船，任务取得圆满成功。天舟一号稍后与天宫二号对接，进行了一系列试验，完成了中国载人航天工程“三步走”中的第二步。

### 遥三
2021年5月19日，长征七号正在进行发射天舟二号的准备工作，这将是天和核心舱自4月29日发射后第一个对接的航天器，发射时间定在20日凌晨1时许。晚上21时许，进入发射负4小时后，长征七号出现压力值参数异常，经研判可能为尾舱出现泄露。经两次紧急进舱排故后，暂时未能查明原因。进入发射负2小时后，决定推迟发射。
5月20日，又组织再次进舱排故，找到并排除了新问题。发射时间重新定在5月21日凌晨。但在负8小时液氧补加之后，异常再次出现。进入负2小时时，故障原因终于查明，但是必须泄出全部推进剂后，再更换舱内故障部件，因此发射二度推迟。至此，处于-183℃液氧推进剂加注状态的火箭已经在室外温度36℃，湿度达到90%的海南停放了30多个小时。由于已经进入负12小时的正常流程，可能影响飞行或者分离动作的防水设备已经拆除，泄出推进剂，撤除热氮气吹除后，箭体外侧因低温出现结冰现象。研制队伍安排了4天时间归零，期间还需要小心凿除冰块。为了更换故障部件，由于特制工具无法运抵海南，火箭院赶来的工程师甚至不戴手套赤手用水果刀抠除部件上的绝热层。更换故障部件则分5次进入火箭舱内，耗时18个小时完成。5月25日，归零工作接近尾声。
5月26日，模拟发射演练。5月27至28日，加注准备。5月29日再次加注，20时55分，火箭顺利完成了射前准备程序，准时点火发射。发射任务最终取得成功，天舟二号随后顺利完成各项任务。长征七号遥三两度推迟发射，是中国航天史上低温推进剂加注停放最长时间、最大规模推进剂泄出再加注的事件。

## 发射记录

### 已发射
| 飞行次序           | 火箭序号 | 上面級     | 起飞时间（UTC+8）               | 发射工位                | 有效载荷                                                                                               | 卫星轨道 | 发射结果 |
| ------------------ | -------- | ---------- | ------------------------------- | ----------------------- | --- | -------- | -------- |
| 1                  | 遥一     | 远征一号甲 | 2016年6月25日 20時00分07.413秒  | 文昌航天发射场201号工位 | 多用途飞船缩比返回舱 遨龙一号空间碎片主动清理飞行器 翱翔之星 天鸽飞行器×2 在轨加注实验装置（天源一号） | 近地轨道 | 成功     |
| 2                  | 遥二     | 无         | 2017年4月20日 19時41分35.361秒  | 文昌航天发射场201号工位 | 天舟一号                                                                                               | 近地轨道 | 成功     |
| 3                  | 遥三     | 无         | 2021年5月29日 20時55分29.373秒  | 文昌航天发射场201号工位 | 天舟二号                                                                                               | 近地轨道 | 成功     |
| 4                  | 遥四     | 无         | 2021年9月20日 15时10分11.392秒  | 文昌航天发射场201号工位 | 天舟三号                                                                                               | 近地轨道 | 成功     |
| 5                  | 遥五     | 无         | 2022年5月10日 01时56分37.376秒  | 文昌航天发射场201号工位 | 天舟四号                                                                                               | 近地轨道 | 成功     |
| 6                  | 遥六     | 无         | 2022年11月12日 10时03分12.374秒 | 文昌航天发射场201号工位 | 天舟五号                                                                                               | 近地轨道 | 成功     |
| 7                  | 遥七     | 无         | 2023年5月10日 21时22分51.052秒  | 文昌航天发射场201号工位 | 天舟六号                                                                                               | 近地轨道 | 成功     |
| 8                  | 遥八     | 无         | 2024年1月17日 22时27分23秒      | 文昌航天发射场201号工位 | 天舟七号                                                                                               | 近地轨道 | 成功     |
| 9                  | 遥九     | 无         | 2024年11月15日 23时13分10秒     | 文昌航天发射场201号工位 | 天舟八号                                                                                               | 近地轨道 | 成功     |
| 10                 | 遥十     | 无         | 2025年7月15日 05时34分          | 文昌航天发射场201号工位 | 天舟九号                                                                                               | 近地轨道 | 成功     |
| \| 成功率：100% \| |          |            |                                 |                         | |          |          |
| 成功率：100%       |          |            |                                 |                         | |          |          |

### 计划中
| 飞行次序 | 火箭序号 | 上面級 | 起飞时间（UTC+8） | 发射工位 | 有效载荷 | 卫星轨道 | 备注 |
| -------- | -------- | ------ | ----------------- | -------- | -------- | -------- | ---- |

### 数据统计
发射结果
- 成功
- 计划
- 部分失利
- 失利

火箭构型
- 七号
- 七号远征一号甲上面级